# Sabina Simmonds
Sabina Simmonds (Londra, 17 aprile 1960) è un'ex tennista italiana.

## Carriera
Nata in Inghilterra da madre italiana e padre polacco, ha vissuto in Sudafrica fino all’età di 16 anni. In occasione dell'incontro della Coppa Davis 1974 Sudafrica-Italia a Johannesburg, fu contattata dal circolo Fleming di Roma. A seguito di ciò si trasferì in Italia. Da junior, ha raggiunto la finale al torneo dell'Avvenire (1975) e al Trofeo Bonfiglio (1978). Giunse in finale nel 1976 a Sezze e a Mentone e nel 1978 a Torino.
Nel 1978, al compimento della maggiore età, optò per la cittadinanza italiana ed esordì in Fed Cup in una sfortunata trasferta in Romania. Ha giocato con la maglia azzurra un totale di 27 partite, ottenendo 13 vittorie e 14 sconfitte. Nello stesso 1978 conquistò il titolo di campionessa assoluta sia nel singolare che nel doppio, in coppia con Daniela Porzio Marzano. Bissò la vittoria nel singolare due anni dopo, nel 1980.
I primi risultati nel circuito maggiore li ebbe giungendo in finale nel Barcelona Open 1978, dove perse in finale dalla fuoriclasse Hana Mandlikova in tre set. Le prime vittorie giunsero in tornei ITF, nel 1979 a Taormina e Ginevra, nel 1981 a Catania, Nicolosi e Stoccarda. Ha raggiunto la finale nel singolare all'Hong Kong Open 1981. In doppio vinse i tornei di Napoli ITF (in coppia con Florența Mihai), Loano, Sezze e Nicolosi (in coppia con Iwona Kuczyńska), tutti nel 1981.
Secondo la rivista Tennis Italiano e la giornalista ed ex tennista Barbara Rossi, Sabina Simmonds sarebbe stata la prima tennista italiana in era open a vincere un torneo di singolare nel circuito maggiore, quello di Bakerfield nel 1982. Tale vittoria è invece considerata a livello ITF dalla WTA. Tuttavia, in quell'anno, la WTA nominò Sabina Simmonds "Most Improved Player" del 1982. 
In ogni caso, Simmonds non riuscì a esaudire le speranze in lei riposte per l'ottimo avvio di carriera. Prima del ritiro (1987), conquistò solo un altro successo nel torneo ITF di Gstaad, in Svizzera, nel 1983.
Nei tornei del Grande Slam ha ottenuto il suo miglior risultato agli Australian Open raggiungendo le semifinali di doppio nel 1978, in coppia con l'australiana Christine Matison. Nel singolare vanta due terzi turni a Wimbledon 1982 e 1983 e un terzo turno agli US Open 1979. Agli Internazionali d'Italia è giunta tre volte al terzo turnoː giovanissima nel 1976, quando cedette solo di fronte alla testa di serie n. 1, Sue Barker; nel 1981 e nel 1982.

## Dopo il ritiro
Simmonds ha abbandonata la carriera agonistica nel 1987 per dedicarsi all'insegnamento del tennis a Torino, in Costa Azzurra e ad Arma di Taggia. Attualmente insegna a Sanremo, dove risiede.

## Statistiche WTA

### Singolare

#### Finali vinte (1)[6]
| Numero | Anno            | Torneo                                  | Superficie       | Avversaria in finale | Punteggio |
| 1.     | 8 febbraio 1982 | Avon Futures of California, Bakersfield | Sintetico indoor | Lea Antonoplis       | 6-2, 6-1  |

#### Finali perse (2)
| Numero | Anno            | Torneo                    | Superficie  | Avversaria in finale | Punteggio     |
| 1.     | 9 ottobre 1978  | Spanish Open, Barcellona  | Terra rossa | Hana Mandlíková      | 6–1, 5–7, 6–3 |
| 2.     | 8 novembre 1981 | Hong Kong Open, Hong Kong | Cemento     | Wendy Turnbull       | 3-6, 4-6      |